# روشن (حصن)
الرَّوْشَن أو الكُوَّة أو المَرمى أو المَقذف (بالفرنسية: mâchicoulis)‏ فتحة أرضية بين طنف الشرفة المُفرجة والتي تتحيح إسقاط الحجارة أو المواد الأُخَر مثل الماء المغلي أو الرمال الساخنة أو الجير الحي أو زيت الطهي المغلي على المهاجمين عند قاعدة سور الدفاع.

## الصور

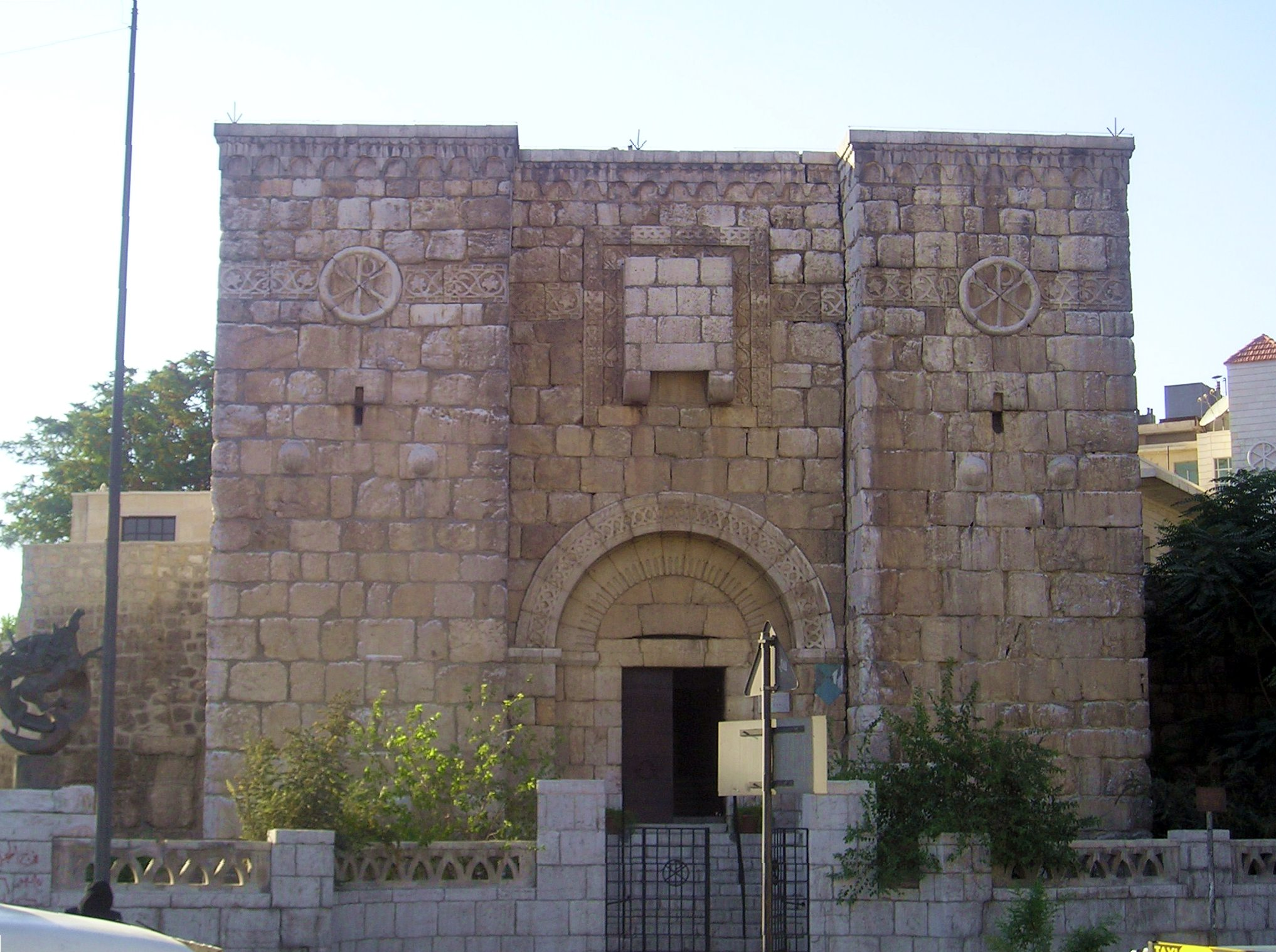
باب كيسان وهو الآن واجهة كنيسة القديس بولس في دمشق، ذو روشن مكشوف فوق المدخل الرئيس
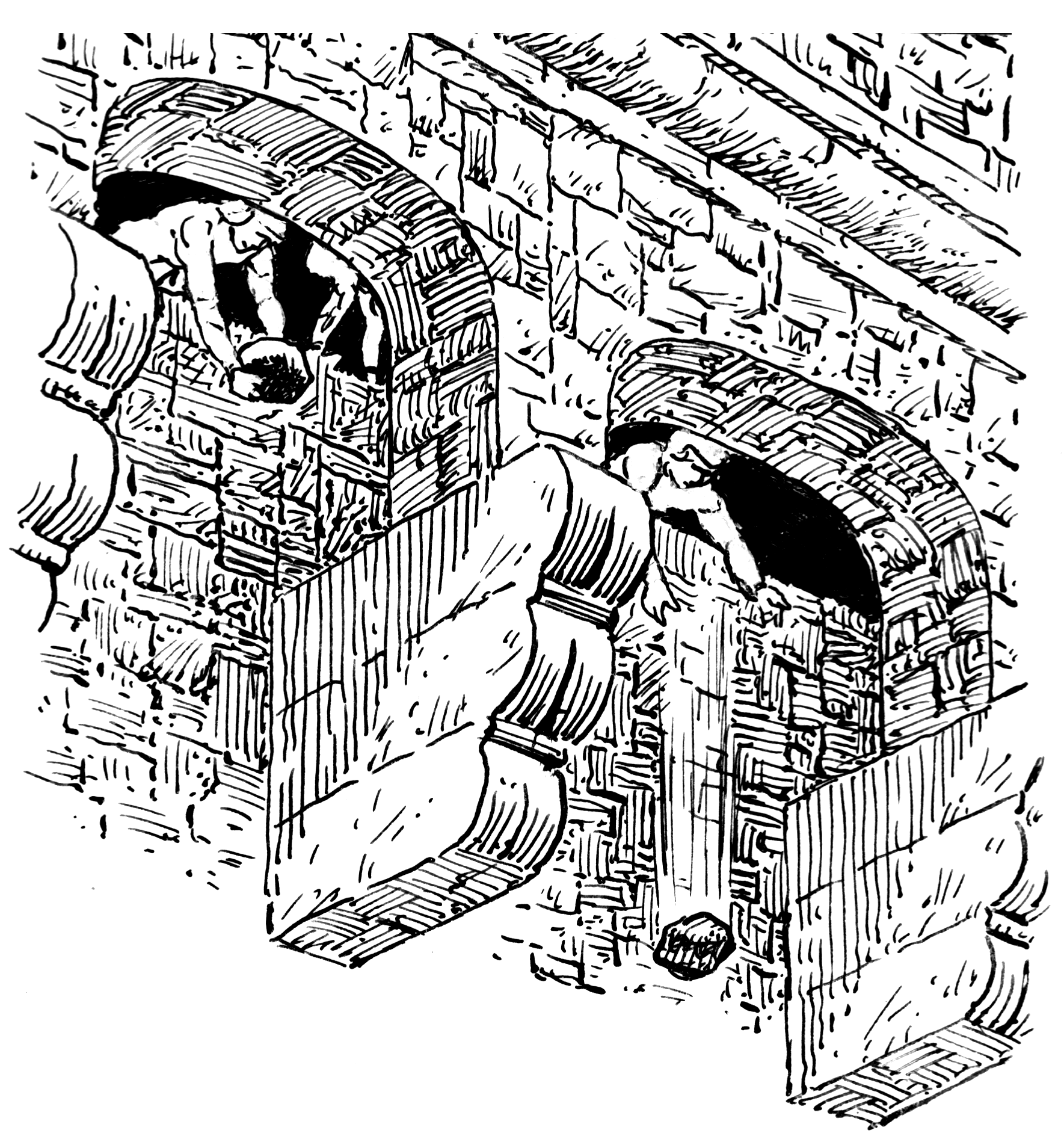
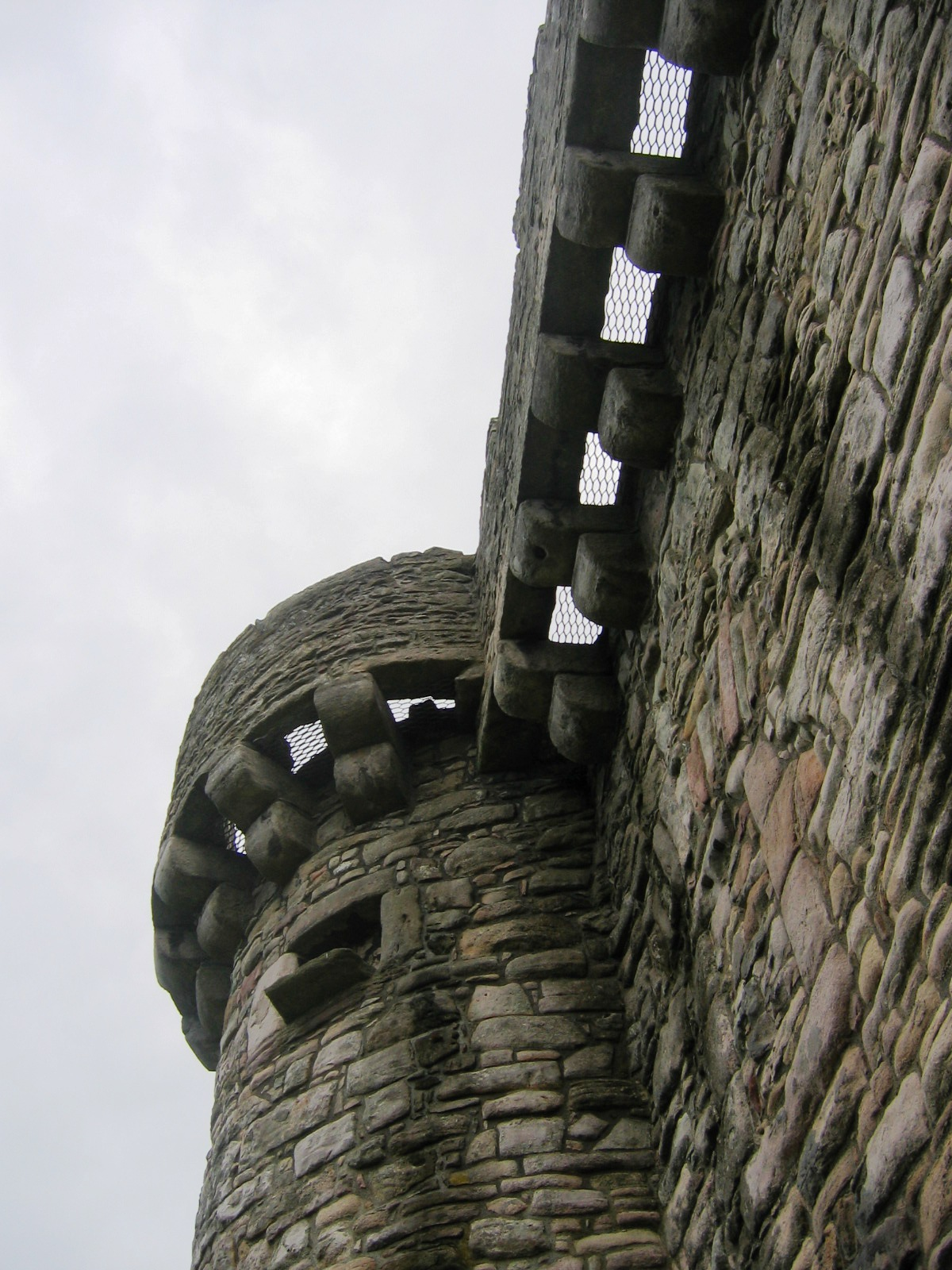